# Lockheed F-117 Nighthawk
El Lockheed F-117 Nighthawk és un avió "furtiu" d'atac monoptripulat, subsònic i bimotor actualment fora d'activitat. Va ser desenvolupat en secret per Skunk Works de Lockheed i utilitzat per la Força Aèria dels Estats Units (USAF) i el primer avió operatiu dissenyat amb tecnologia "invisible".
Els treballs per a la construcció de l'F-117 van començar a la dècada de 1970 com a resposta per contrarestar els míssils terra-aire soviètics (SAM) cada cop més sofisticats. Durant l'any 1976, l'Agència d'Investigacions de Projectes Avançats de Defensa (DARPA) va enviar a Lockheed un contracte per produir la tecnologia Have Blue (desviació d'ones electromagnètiques). L'1 de novembre de 1978, Lockheed va continuar el programa de desenvolupament de l'F-117, produint cinc prototips. El primer avió prototip va realitzar el seu vol el 1981 a Groom Lake, Nevada. El primer F-117, en serie de producció, es va lliurar el 1982, i la seva capacitat operativa es va aconseguir l'octubre de 1983. Tots els avions partien de l'aeroport militar de Tonopah Test Range (Nevada).
La forma facetada de les superfícies de l'avió (superfícies planes bidimensionals) eleven la inhibició del radar. Per minimitzar l'emissió d'infrarojos, disposa d'un tub de cua no circular que barreja a l'escapament l'aire calent amb aire fred de l'ambient i no té postcombustió. Està limitat a velocitats subsòniques, ja que trencar la barrera del so produiria l'esclat sonor característic que en delataria la seva presència.
Tot i que el rendiment en combat aeri va ser inferior al de la majoria dels caces de l'èpòca, era més aviat un avió d'atac encara que se l'anomenés comunament "Stealth Fighter" (lluitador invisible o furtiu). Era equipat amb sofisticats sistemes de navegació i comptava amb un sistema d'infrarojos d'imatge tèrmica i un telèmetre de blanc làser. L'aeronau era força inestable en els tres eixos aerodinàmics principals i requeria correccions de vol constants mitjançant un sistema de vol fly-by-wire (FBW) (control per senyals elèctrics) per a mantenir-ne el control.
Va ser un projecte secret i un cop produït, l'existència va ser negada pels funcionaris de la USAF. El 10 de novembre de 1988, l'F-117 va ser reconegut públicament.
La seva primera missió de combat va ser realitzada durant la invasió nord-americana de Panamà el 1989.
L'últim dels 59 F-117 de producció es va lliurar el 3 de juliol de 1990. L'F-117 va sert molt usat a la Guerra del Golf de 1991, amb 1.300 missions i realitzat atacs directes a objectius militars.També van ser actius durant l'operació Enduring Freedom el 2001 i l'operació a l'Iraq Freedom el 2003.
Els F-117 també van participar en el conflicte a Iugoslàvia, abatent un missil SAM el 1999.
L'USAF va retirar l'F-117 el 2008, per causa del desplegament del nou raptor F-22. Malgrat la retirada oficial, una part de la flota de F-117 s'ha mantingut en condicions d'enlairament i alguns aparells han estat observats en vol des que es van retirar de les missions militars de combat.